# Huitzila
Huitzila es una localidad de México, ubicado en el municipio de Tizayuca, en el estado de Hidalgo. Se ubica en valle de Tizayuca y pertenece a la zona Metropolitana del Valle de México.

## Toponimia
Huitzila proviene del náhuatl que significa:"Lugar entre los colibríes".

## Geografía
Se encuentra en la región geográfica de la Cuenca de México (Valle de Tizayuca). Le corresponden las coordenadas geográficas 19° 48’ 47.779” de latitud norte y 98° 57’ 30.64” de longitud oeste, con una altitud de 2285 m s. n. m.
En cuanto a fisiografía se encuentra dentro de la provincia del Eje Neovolcánico, dentro de la subprovincia de Lagos y volcanes de Anáhuac; su terreno es de valle y llanura.  En lo que respecta a la hidrografía se encuentra posicionado en la región del Pánuco, dentro de la cuenca del río Moctezuma, en la subcuenca de río Tezontepec. Cuenta con un clima semiseco templado.

## Demografía
En 2020 registró una población de 5805 personas, lo que corresponde al 3.45 % de la población municipal. De los cuales 2895 son hombres y 2910 son mujeres. Tiene 1500 viviendas particulares habitadas.
| Gráfica de evolución demográfica de Huitzila entre 1900 y 2020                               |
|                                                                                              |
| Población de los censos y conteos del Instituto Nacional de Estadística y Geografía (INEGI). |